# Philippa Funnell

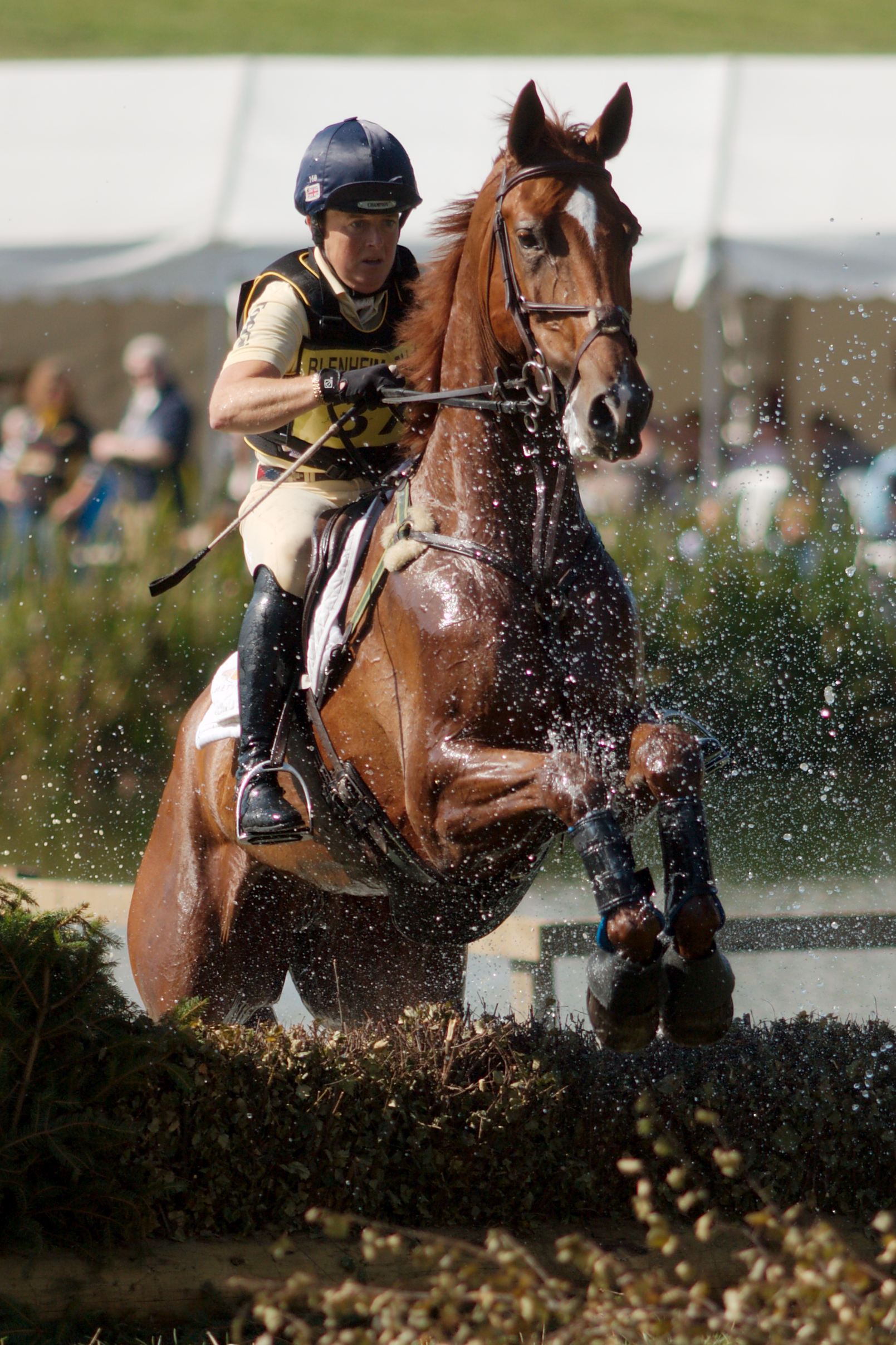
Philippa Funnell und Redesigned, 2009

Philippa „Pippa“ Funnell, MBE (* 7. Oktober 1968 in Crowborough, East Sussex als Philippa Nolan) ist eine britische Vielseitigkeitsreiterin. Sie gehört zu den erfolgreichsten Reiterinnen der Gegenwart und ist fünffache Europameisterin sowie dreifache Medaillengewinnerin bei Olympischen Spielen.

## Karriere
Funnell schaffte den Durchbruch an die Weltspitze bei der Europameisterschaft 1999 in Luhmühlen mit dem Sieg in der Einzelwertung und mit dem Team. Diesen Erfolg wiederholte sie zwei Jahre später in Pau. 2003 wurde sie bei der Europameisterschaft in Punchestown erneut Team-Europameisterin sowie Dritte im Einzel. Mit dem Team erreichte sie bei den Weltreiterspielen 2002 in Jerez de la Frontera ebenfalls den dritten Platz.
Bei den Olympischen Spielen 2000 in Sydney gehörte Funnell zum zweitplatzierten britischen Team. In Athen wurde Funnell bei den Olympischen Spielen 2004 Zweite mit dem Team und Dritte im Einzel. Zunächst lag sie jeweils einen Rang weiter hinten, sie profitierte aber vom Juryentscheid gegen die Deutsche Bettina Hoy, deren Pferd beim Springreiten die Zeitmessung zu früh ausgelöst hatte.
Bei internationalen Wettbewerben der höchsten Kategorie CCI**** konnte Funnell bisher fünf Siege feiern, je einmal bei den Burghley Horse Trials und beim Rolex Kentucky Three Day sowie dreimal bei den Badminton Horse Trials. Sie war 2003 die bisher einzige Reiterin, der es gelang, diese drei traditionsreichsten Veranstaltungen im selben Jahr zu gewinnen und damit den „Grand Slam des Vielseitigkeitsreitens“ zu erzielen.
Bei den Weltreiterspielen 2010 war Funnell mit Redesigned nur Einzelstarterin, sie kam in Einzelwertung auf den fünften Rang. Bei den Europameisterschaften 2013 und 2015 war sie wieder Teil der britischen Mannschaft, die 2015 in Blair Castle die Silbermedaille gewann. Zwölf Jahre nach ihren letzten Olympischen Spielen war Pippa Funnell 2016 bei den Spielen in Rio de Janeiro wieder am Start. Nachdem keiner der britischen Reiter mit Gelände ohne Fehler geblieben war, blieb Großbritannien im Mannschaftsspringen fehlerfrei und kam so noch auf den fünften Rang.
Der französische Spieleentwickler Ubisoft hat eine Reihe von Videospielen herausgegeben, die Funnells Namen tragen und sich an kleine Mädchen als Zielgruppe richten. Darunter sind Titel wie Pippa Funnell für Nintendo DS und Game Boy Advance, Pippa Funnell: Stable Adventure für Game Boy Advance sowie die PC-Spiele Pippa Funnell: The Stud Farm Inheritance, Pippa Funnell Takes the Reins (auch für Playstation 2), Pippa Funnell 3: The Golden Stirrups Challenge und Pippa Funnell 4: Secrets of the Ranch.

## Erfolge
- Olympische Spiele

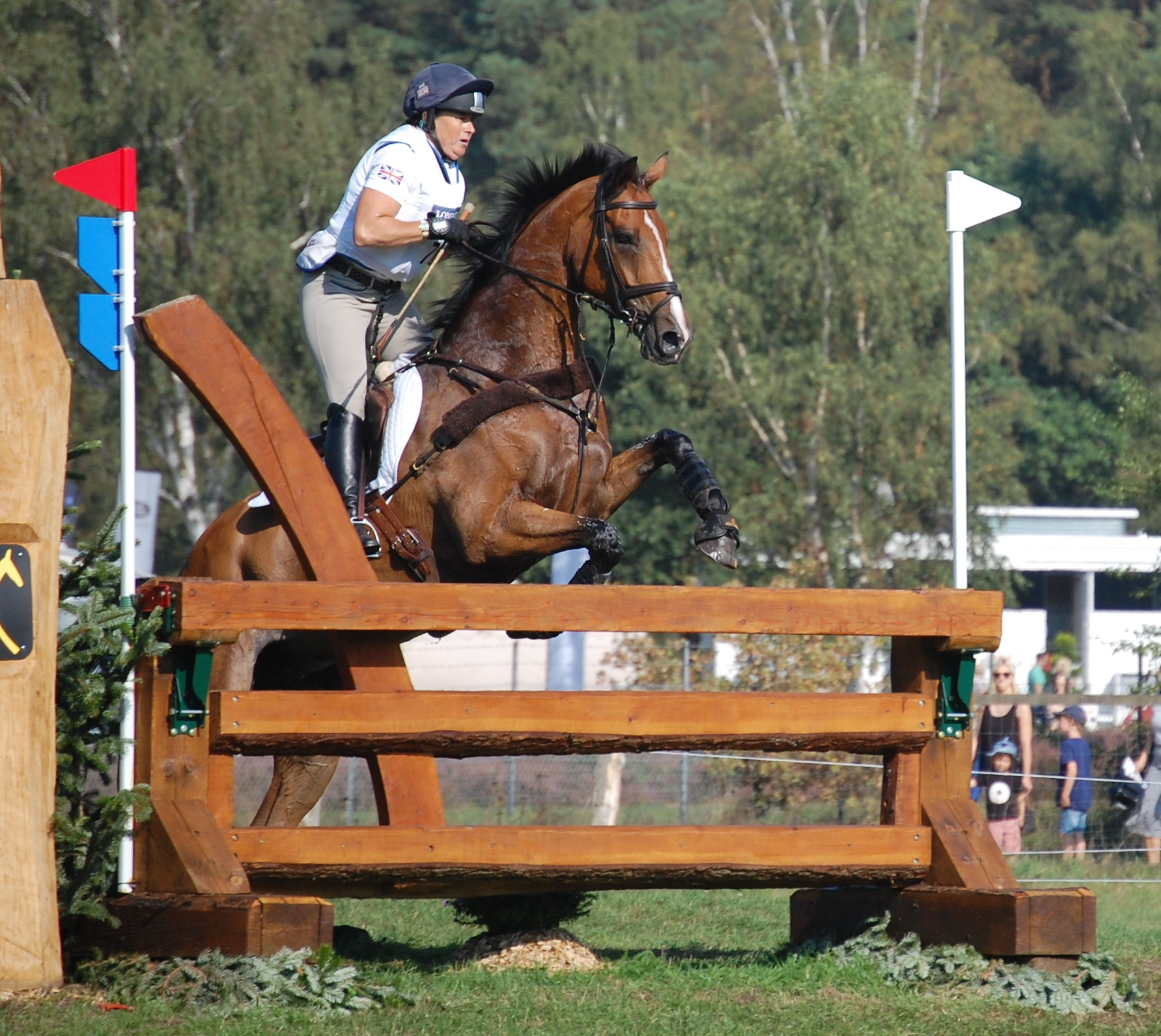
Pippa Funnell mit Majas Hope bei den Europameisterschaften 2019

  - 2000, Sydney: Silber Mannschaft (auf Supreme Rock)
  - 2004, Athen: Silber Mannschaft, Bronze Einzel (auf Primmore’s Pride)
  - 2016, Rio de Janeiro: 5. Platz Mannschaft, 26. Platz Einzel (auf Billy the Biz)

- Weltreiterspiele
  - 2002, Jerez de la Frontera: Bronze Mannschaft (auf Supreme Rock)
  - 2010, Lexington KY: als Einzelreiterin 5. Rang (auf Redesigned)

- Europameisterschaft
  - 1999, Luhmühlen: Gold Einzel, Gold Mannschaft (auf Supreme Rock)
  - 2001, Pau: Gold Einzel, Gold Mannschaft (auf Supreme Rock)
  - 2003, Punchestown: Bronze Einzel, Gold Mannschaft (auf Walk on Star)
  - 2005, Blenheim: als Einzelreiterin 9. Rang (auf Ensign)
  - 2013, Malmö: 40. Platz im Einzel, 9. Platz mit der Mannschaft (auf Mirage d'Elle)
  - 2015, Blair Castle: 8. Platz im Einzel, Silber mit der Mannschaft (auf Sandman)
  - 2019, Luhmühlen: 22. Platz im Einzel, Silber mit der Mannschaft (auf Majas Hope)

- Sonstige bedeutende Turniere
  - Siegerin Badminton Horse Trials: 2002 (auf Supreme Rock), 2003 (Supreme Rock) und 2005 (auf Primmore’s Pride)
  - Siegerin Burghley Horse Trials: 2003 (auf Primmore’s Pride)
  - Siegerin Rolex Kentucky Three Day: 2003 (auf Primmore’s Pride)
  - 2. Platz beim Weltcupfinale 2008 in Deauville (auf Ensign)[3]